# جروتالیه
جروتالیه (به ایتالیایی: Grottaglie) یک کومونه در ایتالیا است که در استان تارانتو واقع شده‌است.

## خصوصیات
جروتالیه ۱۰۱ کیلومترمربع مساحت و ۳۲٬۵۰۳ نفر جمعیت دارد و ۱۳۳ متر بالاتر از سطح دریا واقع شده‌است.